# Aborto selectivo por sexo
El aborto selectivo por sexo es la práctica de interrumpir un embarazo según el sexo previsto del bebé. El aborto de fetos femeninos es más habitual en zonas donde las normas culturales valoran más a los hijos que a las hijas, sobre todo en partes de China, India, Pakistán, el Cáucaso y el sureste de Europa.
El aborto selectivo afecta al índice de humanos por sexo, es decir, la relación entre el número de hombres y de mujeres en un grupo de edad determinado. Los estudios e informes sobre el aborto selectivo son predominantemente estadísticos: presuponen que el índice de nacimientos por sexo (índice general de niños y niñas nacidos en una población regional) es un indicador de esta práctica. Esta suposición ha sido cuestionada por algunos expertos, mientras que los que la apoyan sugieren que el índice de sexos al nacimiento es de 103 niñas frente a 107 niños. Los países sospechosos de practicar el aborto selectivo son los que tienen índices de sexos al nacimiento de 108 o mayor (aborto femenino de niñas) o de 102 o menor (aborto selectivo de niños). Ver Lista de países por índice comparativo de sexo.
El impacto general de las ecografías y el aborto selectivo en la población femenina es un candente tema de debate. Las tecnologías de ultrasonografía para determinar el sexo se hicieron muy populares en los países asiáticos en las décadas de 1980 y 1990, y varía la reducción estimada de población femenina. Ross Douthat afirma que «faltan» más de 160 millones de mujeres a causa de las ecografías seguidas de abortos selectivos. Guilmoto, por su parte, dice que existe una carencia de unos 40 millones de mujeres en Asia, el Cáucaso y Europa.

## Índice de sexos al nacimiento

El índice de sexos al nacimiento puede variar por razones naturales además de por el aborto selectivo. En muchos países es legal el aborto (países en azul marino en el mapa), aunque el aborto selectivo por sexo es ilegal en todo el mundo

El aborto selectivo por sexo afecta al índice de sexos, es decir, a la relación entre hombres y mujeres en un determinado grupo de edad. Los estudios e informes sobre el aborto selectivo se basan en la suposición de que la relación de sexos al nacimiento (el dato comparativo de nacimientos de niños y niñas en una población regional) es un indicador del aborto selectivo por sexo.
En un estudio de 2002 se estimó que la relación de sexos al nacimiento era de unos 106 niños contra 100 niñas. Los índices significativamente distintos a 106 se suponen relacionados con la prevalencia y la escala del aborto selectivo. Esta suposición es controvertida y sigue siendo sujeto de estudios científicos.

### Índices altos o bajos de sexos implican abortos selectivos
Una escuela de pensamiento sugiere que cualquier relación de sexos que se aleje del rango habitual 105-107, implica necesariamente que existe aborto selectivo. Estos expertos afirman que el índice comparativo de sexos al nacimiento y el índice de sexos en la sociedad son bastante constantes en las poblaciones. Las desviaciones importantes en estos índices solo pueden explicarse por la manipulación, es decir, el aborto selectivo por sexos. En un artículo ampliamente citado, Amartya Sen compara los índices de sexos de Europa (106) y Estados Unidos (105) con los de Asia (107 o más) y argumenta que los altos índices del este, oeste y sur de Asia pueden deberse a una excesiva mortalidad femenina. Sen señala ciertas investigaciones que muestran que si los hombres y las mujeres reciben similar atención nutricional y médica, y buenos cuidados sanitarios, las mujeres tienen un mayor índice de supervivencia, y es el sexo masculino el que presenta una mayor fragilidad genética. Sen estimó el número de «mujeres perdidas» a partir de las mujeres que hubieran sobrevivido en Asia si este continente tuviera el mismo índice de mujeres/hombres que Europa y Estados Unidos. Según Sen, la alta relación entre sexos al nacer a lo largo de décadas implica una carencia de mujeres del 11% en Asia, es decir, faltan más de 100 millones de mujeres en la población agregada del sureste asiático, norte de África y China.

### Las desviaciones en el índice comparado por sexo pueden ser naturales
Otros expertos cuestionan si una relación entre sexos al nacimiento mayor o menor que 103-107 pudiera deberse a causas naturales. William James y otros apuntan estas presunciones convencionales:
- Hay el mismo número de cromosomas X e Y en el esperma de los mamíferos
- Los cromosomas X e Y tienen las mismas oportunidades de lograr la concepción
- Por tanto, se forma el mismo número de cigotos machos y hembras
- Por tanto, cualquier variación de la relación entre sexos al nacimiento se debe a la selección de sexo entre la concepción y el nacimiento.

James afirma que existen pruebas científicas que desmienten las presunciones y conclusiones anteriores. Según sus informes, nacen un exceso de niños en prácticamente todas las poblaciones humanas, y el índice natural de sexos al nacimiento suele estar entre 102 y 108. No obstante, la relación puede desviarse significativamente de este rango por razones naturales como matrimonios y fertilidad precoces, maternidad adolescente, media de edad materna, edad paterna, brecha de edad entre los progenitores, nacimientos tardíos, etnia, tensión social y económica, guerras, efectos medioambientales y hormonales. Esta escuela de expertos apoya sus hipótesis alternativas con datos históricos de cuando no existían las modernas tecnologías de selección por sexo, y con los índices de sexos al nacimiento en las subregiones y entre distintos grupos étnicos de economías desarrolladas. Opinan que deben recabarse y estudiarse datos de abortos directos en lugar de sacar conclusiones indirectas del índice de sexos al nacimiento.
La hipótesis de James está respaldada por datos históricos de sexos al nacimiento de épocas anteriores a que se descubrieran y comercializaran las ecografías en los años 1960 y 1970, así como por los anormales índices por sexos que se observan actualmente en África. Michel Garenne afirma que muchos países africanos llevan décadas con índices de sexos al nacimiento por debajo de 100, lo que significa que nacen más niñas que niños. Angola, Botsuana y Namibia informan de índices entre 94 y 99, bastante alejados del 104 a 106 que se presume el natural en humanos. John Graunt sostiene que en Londres, a lo largo de un periodo de 35 años en el XVII (1628–1662), el índice de sexos al nacimiento fue de 1,07, mientras que los registros históricos de Corea sobre 5 millones de nacimientos muestran un índice de 113 en la década siguiente a 1920. Otros estudios sobre Asia apoyan también la hipótesis de James, por ejemplo, Jiang afirma que el índice en China fue de 116-121 a lo largo de un siglo entre el siglo XVIII y el XIX, cayendo a 112 a partir de 1930.

### Datos del índice humano de sexos al nacimiento
En Estados Unidos, los índices de sexos al nacimiento a lo largo del periodo 1970-2002 fueron de 105 entre la población blanca no hispana, 104 entre los estadounidenses de origen mexicano, 103 entre los afroamericanos y amerindios y 107 en las etnias china y filipina. Entre los países de Europa occidental, los índices variaron entre 104 y 107. En los resultados combinados de 56 estadísticas demográficas y sanitarias de países africanos, el índice de sexos al nacimiento resultó ser de 103, aunque también existen considerables variaciones de un país a otro y de un año a otro.
En un estudio de 2005, el Departamento Estadounidense de Salud y Servicios Humanos calculó el índice de sexos al nacimiento en EE. UU. a lo largo de 62 años partiendo de 1940. Este estudio llega a las siguientes conclusiones: Entre las madres primíparas, el índice general de sexos al nacimiento era de 106, llegando a 107 algunos años, mientras que partir del segundo hijo, este índice disminuye con cada bebé de 106 a 103. La edad de la madre afecta al índice: el índice general era de 105 entre las madres de 25 a 35, mientras que entre las madres menores de 15 años o mayores de 40, el índice oscilaba entre 94 y 111, con una media de 104. Este estudio estadounidense también mostró que las madres de origen hawaiano, filipino, chino, cubano o japonés tenían el índice más alto, llegando algunos años a 114, siendo 107 la media de los 62 años que abarca el estudio. Fuera de EE. UU., los países europeos con datos exhaustivos de nacimientos, como Finlandia, muestran variaciones similares en el índice de sexos al nacimiento en un periodo de 250 años, de 1751 a 1997.
Según las estimaciones de la CIA, en 2013, los países con un mayor valor en el índice de sexos al nacimiento fueron Liechtenstein (126), Curazao (115), Azerbaiyán (113), Armenia (112), China (112), India (112), Vietnam (112), Georgia (111), Albania (111), Granada (110), San Marino (109), Taiwán (109), Jersey (108), Kosovo (108), Macedonia (hoy, Macedonia del Norte) (108) y Singapur (108). Las relaciones niños/niñas más bajas se dieron, siempre según la estimación de la CIA, en Haití (101), Barbados (101), Bermudas (101), Islas Caimán (102), Catar (102), Kenia (102), Malaui (102), Mozambique (102), Sudáfrica (102) y Aruba (102).

### Fiabilidad de los datos
Las estimaciones del índice de sexos al nacimiento y el de abortos selectivos que se deduce son también objeto de discusión. Por ejemplo, la CIA prevé un índice de sexos al nacimiento para Suiza de 106, mientras que la Oficina Estadística Federal de Suiza, que observa los nacimientos de niños y niñas cada año, ha calculado que el último índice de sexos al nacimiento es de 107. Otras variaciones son más significativas; por ejemplo, según las previsiones de la CIA, el índice de Pakistán será de 105, pero el Fondo de Población de las Naciones Unidas afirma que será de 110, y el gobierno pakistaní calcula su índice medio de sexos al nacimiento en 111.
Los dos países más estudiados con alto índice de sexos al nacimiento y abortos selectivos por sexo son China e India. La CIA estima un índice de sexos al nacimiento de 112 para ambos países en los últimos años. No obstante, el Banco Mundial afirma que en 2009, este índice fue de 120 niños por cada 100 niñas en China, mientras que el FPNU estima que el índice chino en 2011 fue de 118. En el caso de India, el FPNU calcula un índice de 111 en el periodo de 2008 a 2010, mientras que el Banco Mundial y el censo oficial del gobierno arrojan un índice de 108. Estas variaciones y la fiabilidad de los datos es importante, puesto que un aumento de 108 a 109 en India y de 117 a 118 en China, países de gran población, representarían el posible aborto selectivo por sexo de unas 100 000 niñas.

## Diferenciación prenatal del sexo

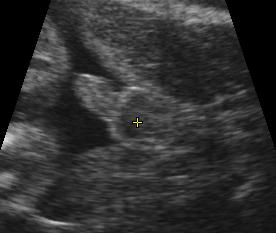
Ecografía que muestra que el feto es un niño

El test más moderno que se practica, el ADN fetal en células libres, consiste en tomar una muestra de sangre de la madre y aislar la pequeña cantidad de ADN que se encuentra en ella. Cuando se realiza a partir de la séptima semana de embarazo, este método tiene una fiabilidad del 98%.
La ecografía o ultrasonografía, ya sea vaginal o abdominal, verifica varios marcadores del sexo fetal. A partir de la 12.ª semana de embarazo puede determinarse correctamente el sexo en 3⁄4 de los fetos, según un estudio de 2001. La fiabilidad en fetos masculinos es del 50% y casi del 100% en fetos femeninos. A partir de la 13.ª semana de embarazo, la ecografía da un resultado fiable en prácticamente el 100% de los casos.
Los análisis más invasivos son la biopsia de corion y la amniocentesis, que examinan las vellosidades coriónicas y el líquido amniótico respectivamente. Ambas técnicas se practican habitualmente para analizar mutaciones cromosómicas pero pueden revelar también el sexo del bebé, y se realizan en una fase temprana del embarazo. No obstante, suelen ser más caras y más peligrosas que un análisis de sangre o una ecografía, por lo que se recurre a ellas con menor frecuencia que a otras técnicas de determinación de sexo.
Disponibilidad
China puso en marcha su primer ecógrafo en 1979. En 1982, las clínicas chinas comenzaron a introducir técnicas de ultrasonidos que pueden utilizarse para determinar el sexo del feto. En 1991, las compañías chinas producían 5000 ecógrafos al año. En 2001, prácticamente todos los hospitales urbanos y rurales, y todas las clínicas de planificación familiar chinas contaban con buenos equipos de determinación del sexo fetal.
El uso de las ecografías en India comenzó también en 1979, pero su expansión ha sido más lenta que en China. Las tecnologías de determinación del sexo fetal aparecieron por primera vez en las principales ciudades indias en la década de 1980, y se expandieron a las zonas rurales en la de 1990, generalizándose a partir de 2000.

## Práctica del aborto selectivo por sexo

### Cáucaso
Antes de la desaparición de la Unión Soviética a principio de los años 1990, el índice de sexos al nacimiento en los países caucásicos como Azerbaiyán, Armenia y Georgia se encontraba entre 105 y 108. Tras el colapso de la URSS, estos índices se elevaron y se han mantenido altos los últimos 20 años. En Armenia, país cristiano, y Azerbaiyán, de mayoría musulmana, actualmente nacen más de 115 niños por cada 100 niñas, mientras que en Georgia, de mayoría cristiana, el índice de sexos al nacimiento es de unos 120, una tendencia que según The Economist sugiere que la práctica de abortos selectivos por sexo en el Cáucaso ha sido similar al del sudeste asiático en las últimas décadas
Según los datos de 2005-2010, el índice de sexos al nacimiento en Armenia se considera una función del índice de nacimientos. En el caso de los primeros hijos, la media anual es de 138 niños por cada 100 niñas. Si el primer hijo es varón, el índice de sexos para el segundo baja a 85. Si el primer hijo es hembra, la relación de sexos en el segundo hijo es de 156 niños por 100 niñas. En general, el índice de sexos al nacimiento en Armenia excede el 115, mucho mayor que el 108 de India, según afirman los expertos. Aunque estos altos índices podrían sugerir la práctica del aborto selectivo, no existe evidencia directa de este tipo abortos a gran escala en el Cáucaso.

### China

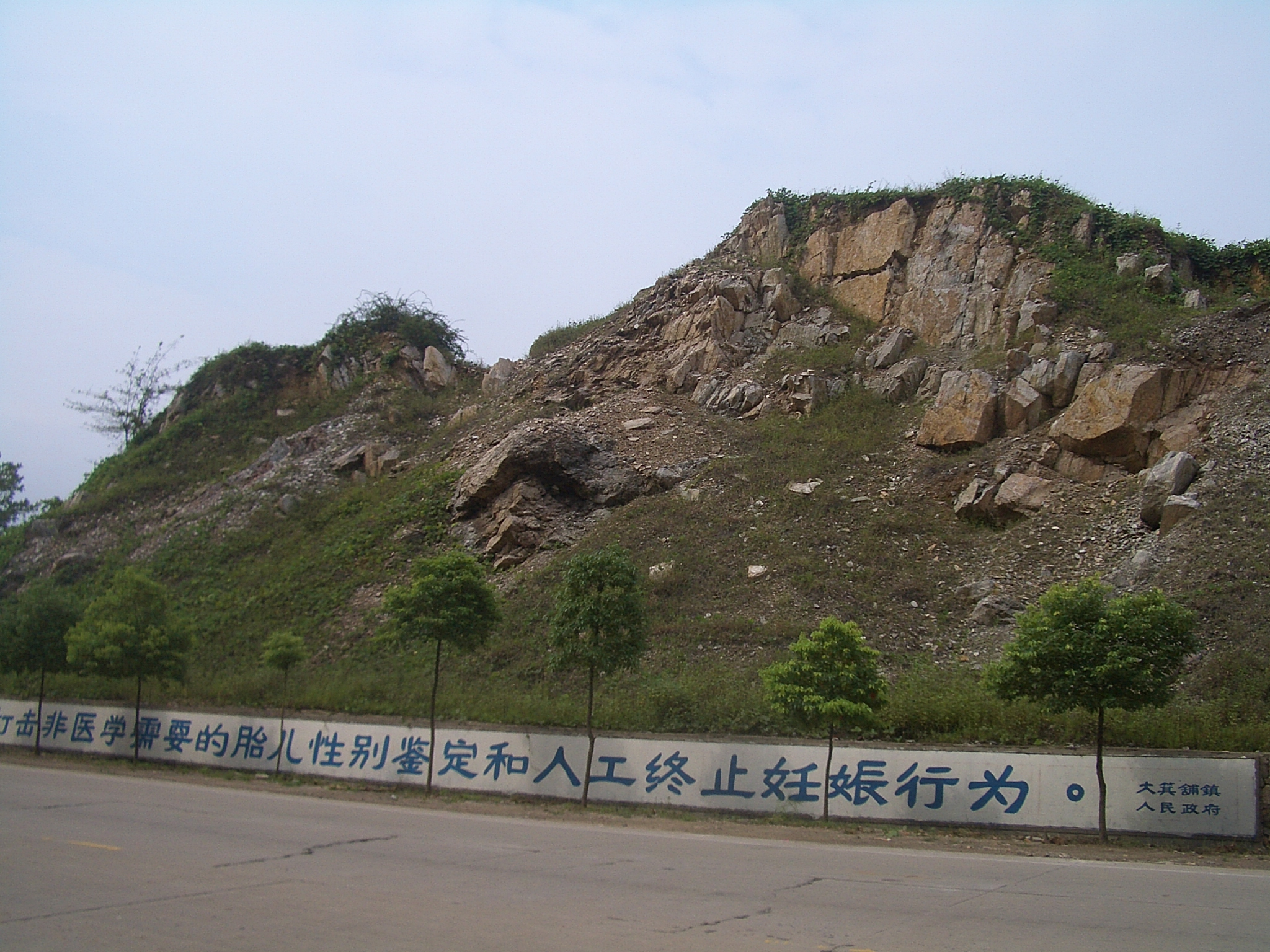
Un cartel de carretera recuerda a los motoristas que rechacen la identificación prenatal de sexo cuando es innecesaria y el aborto selectivo por sexo. (Daye, Hubei, 2008)

Cuando empezó a estudiarse el índice de sexos en China en 1960, todavía estaba dentro de los límites normales. No obstante, en 1990 subió hasta 111,9 y a 118 en 2010 según el censo oficial. Los investigadores creen que las causas de este desequilibrio en la relación entre sexos son el aumento de la mortalidad infantil entre las niñas, la no inscripción de niñas en el censo y el aborto selectivo por sexos. Según Zeng (1993), la causa principal es probablemente el aborto selectivo, pero es difícil de probar en un país cuyos datos de nacimiento no son muy fiables por la ocultación de los nacimientos «ilegales» bajo la política de hijo único. Estos nacimientos ilegales han conducido a que no se inscriban los nacimientos de niñas. Zeng, utilizando un método inverso de supervivencia, estimó que esa falta de inscripciones afecta a un 2,26% de niños y a un 5,94% de niñas. Contando con los nacimientos ilegales no inscritos, concluye que el índice de sexos al nacimiento de China en 1989 era de 111 y no de 115. Estas medias nacionales enmascaran los datos regionales. Por ejemplo, en provincias como Anhui, Jiangxi, Shaanxi, Hunan y Cantón, el índice de sexos al nacimiento supera el 130.
Durante cientos de años se han utilizado técnicas tradicionales chinas para determinar el sexo del feto con resultados diversos. No fue hasta que la ecografía se popularizó en las zonas urbanas y rurales que se pudo determinar el sexo científicamente. En 1986, el ministerio de Sanidad publicó la Prohibición de la Determinación Prenatal del Sexo, que no se aplicó con rigor. Tres años después, el ministerio de Sanidad ilegalizó el uso de técnicas de determinación de sexo excepto para diagnosticar enfermedades hereditarias. No obstante, mucha gente tiene conexiones personales con sanitarios y la preferencia del varón sigue dominando la cultural, lo que conduce a un uso generalizado de estas técnicas. Según Hardy, Gu y Xie (2000), la ecografía se ha hecho cotidiana en China, como evidencia el alto índice de sexos al nacimiento de todo el país.
Hardy, Gu y Xie sugieren que el aborto selectivo por sexo tiene mayor predominancia en la China rural porque la preferencia por los varones es mucho mayor. Las zonas urbanas de China, en general, van cambiando a una mayor igualdad entre los dos sexos, mientras que la China rural tiende a conservar un punto de vista más tradicional. En parte, esto se debe a la creencia de que los chicos siempre formarán parte de la familia, mientras que las hijas son solo temporales, y se van a una nueva familia cuando se casan. Además, un primer hijo varón mejora la posición de la madre en la sociedad, lo que no sucede en el caso de una primogénita
En el pasado, el deseo de hijos varones se manifestaba en los altos ídices de natalidad, ya que muchas parejas seguían teniendo hijos hasta que tenían un niño. No obstante, la combinación de problemas financieros y, sobre todo, la política de hijo único (que analizaremos más adelante) ha conducido a un incremento de la planificación y la selección de sexos. Incluso en zonas rurales, la mayoría de las mujeres saben que la ecografía puede utilizarse para la determinación del sexo. Junhong descubrió que en cada embarazo, las posibilidades de que las mujeres recurran a la ecografía se incrementa alrededor de un 10% (39% para el primogénito, 55% para el segundo hijo, 67% para el tercero). También observó que el sexo del primogénito influye en la probabilidad de que la mujer se haga una ecografía en los siguientes embarazos: un 40% en mujeres que han tenido un varón contra 70% de mujeres que tienen una hija. Esto apunta a un fuerte deseo de seleccionar un varón si aún no han tenido uno.

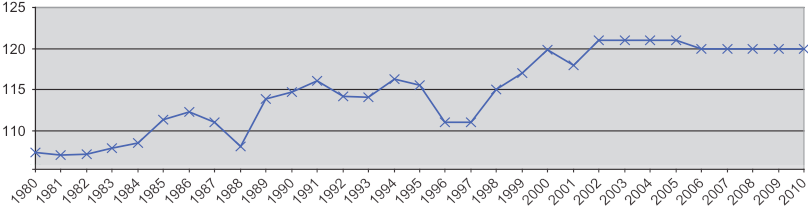
Los índices de sexos al nacimiento han cambiado drásticamente desde la aplicación de la política de hijo único

Por la falta de datos sobre nacimientos, numerosos investigadores han estudiado las estadísticas sobre abortos en China. Uno de los primeros estudios de Qui (1987) descubrió que según la creencia general, no se considera a los fetos seres humanos hasta que nacen, lo que conduce a una preferencia cultural por el aborto ante el infanticidio. De hecho, en la actualidad el infanticidio y el abandono de niños son bastante raros en China. En su lugar, Junhong descubrió que alrededor de un 27% de mujeres se someten a un aborto, y que si el primogénito de una familia es una niña, se abortan el 92% de fetos femeninos en el segundo embarazo.
En un estudio de 2005, Zhu, Lu y Hesketh descubrieron que el mayor índice de sexos se daba en la edad entre 1 y 4 años y que dos provincias, Tíbet y Sinkiang, presentaban índices dentro de los límites normales. Otras dos provincias tenían un índice por encima de 140, cuatro tenían índices entre 130 y 139 y siete tenían índices entre 120 y 129, todos ellos considerablemente mayores que el índice natural.
Según las variaciones en la política del hijo único existen tres tipos de provincias: Según Zhu y otros, el tipo 1, el más restrictivo, no permite más que a un 40% de parejas tener un segundo hijo, generalmente solo si el primero es una niña. En las provincias de tipo 2, a cualquier pareja se le permite tener un segundo hijo si el primero es niña o si los padres alegan «dificultades» y los funcionarios locales aceptan la petición. Las provincias de tipo 3, por lo general poco pobladas, permiten a las parejas tener un segundo hijo, y a veces un tercero sin que importe el sexo. Zhu y otros descubrieron que las provincias de tipo 2 son las que tienen índices de sexos al nacimiento más altos, como puede verse en Henan, Anhui, Jiangxi, Hunan, Cantón y Hainan.
Si se proyecta la tendencia del índice de sexos en China a 2020, se observa que los jóvenes varones excederán a las mujeres en 55 millones. Según Junhong, muchos hombres entre 28 y 49 años son incapaces de encontrar pareja y por tanto permanecen solteros. Las familias chinas son conscientes de la crítica escasez de niñas y de sus consecuencias en las previsiones de matrimonios futuros: muchos padres comienzan a hacer trabajos extras cuando sus hijos varones son pequeños con el fin de poder pagarles una novia dentro de unos años.
El índice de sexos al nacimiento en China, según un artículo de prensa de 2012, ha disminuido a 117 varones nacidos por cada 100 niñas.

### India

Índices de sexos al nacimiento en India de 2006 a 2010.

El censo indio de 2001 reveló un índice de sexos entre los niños hasta 6 años de 108, que ha aumentado a 109 según el censo de 2011 (927 niñas por cada 1000 niños y 919 niñas por 1000 niños respectivamente, siendo la relación normal de 943 niñas por 1000 niños). La media nacional enmascara las variaciones de los números regionales en el censo de 2011: el índice en Haryana fue de 120, el de Punyab de 118, el de Jammu y Cachemira de 116 y el de Guyarat de 111. El censo de 2011 reveló que los estados orientales de India presentaban índices de sexos entre 103 y 104, por debajo de lo normal. Al contrario que en los datos censales nacionales por décadas, los sondeos sobre poblaciones menores y no aleatorias arrojan índices mayores de sexos al nacimiento.
El índice indio de sexos en la infancia muestra un patrón regional. El censo indio de 2011 reveló que los estados del este y sur del país tenían un índice entre 103 y 107, que se consideran el índice natural. Los índices más altos se observaron en los estados del norte y noroeste de India: Haryana (120), Punyab (118) and Jammu y Cachemira (116). En el oeste, el censo de 2011 de los estados de Maharastra y Rajastán arrojaron un índice de sexos en la infancia de 113, el de Guyarat fue de 112 y el de Uttar Pradesh de 111. Los datos censales de India sugieren que la desviación en los índices de sexos está directamente relacionado con el estatus socioeconómico y la alfabetización. Las zonas urbanas presentan un mayor índice de sexos en la infancia que las zonas rurales según los censos de 1991, 2001 y 2011, lo que implica una mayor prevalencia del aborto selectivo por sexos en las zonas urbanas. Paralelamente, se observa un índice de sexos en la infancia mayor de 115 niños por 100 niñas en regiones donde la mayoría predominante es hindú, musulmana, sij o cristiana. En otras zonas de estas religiones también se observan índices «normales» de 104 a 106 niños por 100 niñas, lo que desmentiría las hipótesis que sugieren que la selección de sexo es una práctica arcaica que se da entre grupos de baja educación, pobres o de una religión concreta dentro de la sociedad India.

índice de varones/hembras en India según los datos oficiales del censo entre 1941 y 2011. Los datos sugieren la existencia de altos índices de sexos antes de la popularización de las tecnologías prenatales de ultrasonidos y ecografía en India

Rutherford y Roy, en un artículo de 2003, exponen que las técnicas para determinar el sexo durante el embarazo –que se introdujeron en la década de 1970– se hicieron muy populares en India, y se aplicaban en 17 de los 29 estados del país ya a principios de los años 2000. Sudha y Rajan afirman en un informe de 1999 que estas técnicas favorecían el nacimiento de varones en los estados donde existían. Arnold, Kishor y Roy, en un artículo del año 2000, también enunciaron la hipótesis de que las modernas técnicas de averiguación de sexo han influenciado los índices indios de sexos en la infancia. Ganatra y otros, en otro artículo del año 2000, emplean una pequeña muestra de población para deducir que 1⁄6 de los abortos registrados fueron posteriores a una prueba de determinación del sexo.
Mevlude Akbulut-Yuksel y Daniel Rosenblum, en un artículo de 2012, hallaron que a pesar de las numerosas publicaciones y estudios, hay poca evidencia real de los efectos que ha tenido la popularización de las ecografías en la escasez de mujeres en India. Su conclusión, contraria a la creencia general, es que la rápida difusión de la ecografía en India desde los años 90 del siglo XX a los 2000 no causó un aumento concomitante en la selección de sexo y en el aborto selectivo de hembras.
El gobierno indio y distintos grupos siguen debatiendo las formas de prevenir la selección de sexo. Se ha cuestionado la inmoralidad de la elección prenatal de sexo, y se argumenta que la discriminación prenatal es más humana que la discriminación posnatal por parte de una familia que no quería una niña. Otros cuestionan si un aborto selectivo por sexo es más o menos moral que otro tipo de aborto cuando no existe peligro para la madre o el feto, o del aborto como medio de acabar con un embarazo no deseado.
India aprobó su primera ley del aborto en 1971, que legalizaba esta práctica en la mayor parte de los estados, pero especificaba razones legalmente aceptables para un aborto, como la violación o un riesgo médico para la madre. La ley también establecía qué médicos podían aplicar legalmente el procedimiento, y las instalaciones donde podían llevarse a cabo, pero no preveía el aborto selectivo por sexo apoyado por los avances tecnológicos. Con un acceso cada vez mayor a las ecografías en India en la década de 1980 y las quejas por el abuso de esta técnica, el gobierno indio aprobó la Ley de Técnicas Diagnósticas Previas a la Concepción y el Nacimiento en 1994, y después añadió varias enmiendas en 2004 para detectar y castigar la ecografía prenatal con vistas a un aborto selectivo por sexo. El impacto de la ley y de su aplicación no está claro. El Fondo de Población de las Naciones Unidas y la Comisión Nacional de Derechos Humanos de India pidieron en 2009 al gobierno que evaluara el impacto de la ley. La ONG Fondo de Salud Pública de India, en su informe de 2010, afirma que esta ley se desconoce en algunas partes del país, las autoridades competentes son mayormente inactivas, se observa ambigüedad en algunas clínicas que ofrecen cuidados prenatales y numerosos sanitarios ignoran la ley. El ministerio indio de Salud y Bienestar Familiar se centra en la educación y en los anuncios en los medios de comunicación para incrementar la concienciación de los profesionales de la medicina. La Asociación Médica de India intenta prevenir la selección prenatal de sexo dando a sus miembros chapas con el lema «Beti Bachao» (Salvad a las hijas) durante sus reuniones y conferencias.
MacPherson estima que en India siguen realizándose unos 100 000 abortos al año por la simple razón de que el feto es femenino.

### Sureste de Europa
Según Eurostat y los datos de nacimientos de 2008 a 2011, los índices de sexos al nacimiento en Albania y Montenegro son respectivamente de 112 y 110. En los últimos años, los registros de nacimientos de Macedonia (actualmente, Macedonia del Norte) y Kosovo arrojan altos índices de sexos al nacimiento: en 2011 el índice de sexos al nacimiento fue de 108 en Macedonia y en 2010 fue de 112 en Kosovo. Los expertos afirman que esta tendencia denota que los abortos selectivos por sexo se están haciendo habituales en el sureste europeo.

### Estados Unidos
Como en otros países, el aborto selectivo por sexo es difícil de rastrear en Estados Unidos por la falta de datos. No obstante, basándose en los índices de sexos del país, es raro si consideramos el total de la población. Abrevaya (2009) descubrió que entre los primogénitos, el índice de sexos es el habitual 102-106 varones por 100 hembras, aunque también observó que en algunos casos de padres coreanos, chinos e indios con una hija, el índice subía a 117 y cuando tenían dos hijas, hasta 151.
Si bien la mayoría de padres estadounidenses no practican el aborto selectivo por sexo, ciertamente existe una tendencia a preferir un varón. Según una encuesta de 2011, si solo se permitiera tener un hijo, un 40% de los encuestados preferirían un niño, mientras que solo el 28% se decantaron por una niña. Al preguntar por las técnicas de selección prenatal de sexo, como la separación de espermatozoides o la elección de embriones procedentes de la fertilización in vitro, un 40% de los encuestados opinó que elegir a los embriones por el sexo era una manifestación aceptable de los derechos reproductivos. Estas técnicas de selección están disponibles aproximadamente en la mitad de las clínicas americanas de fertilidad desde 2006.
También hay que señalar la influencia de las culturas y tradiciones que ciertos grupos minoritarios inmigrantes han traído a Estados Unidos. Un estudio realizado en una clínica de fertilidad de Massachusetts muestra que la mayoría de parejas que usan técnicas como el diagnóstico genético preimplantacional eran de procedencia china o asiática. Se cree que esta circunstancia deriva de la importancia social de dar a luz a un varón en China y otros países asiáticos.
A causa de esta tendencia hacia la preferencia y selección de sexo, se han propuesto diversas prohibiciones al aborto selectivo por sexo en los ámbitos estatal y federal. En 2010 y 2011, se prohibieron este tipo de abortos en Oklahoma y Arizona respectivamente. Leyes similares se han intentado aprobar en Georgia, Virginia Occidental, Míchigan, Minnesota, Nueva Jersey y Nueva York.

### Otros países
Un estudio de 2013 de John Bongaarts basado en sondeos realizadon en 61 países calcula los índices de sexos que resultarían si las parejas tuvieran el número de hijos e hijas que desearan. En 35 países, afirma Bongaarts, el índice de sexos al nacimiento sería mayor de 110 niños por cada 100 niñas si los padres pudieran elegir (mayor que el de India, que según The Economist es de 108).
Otros países con grandes poblaciones y altos índices de sexos son Pakistán y Vietnam. El Fondo de Población de las Naciones Unidas, en su informe de 2012, afirma que el índice de sexos al nacimiento en Vietnam es de 111 de media, llegando a 116 en la poblada región del Delta del Río Rojo. La ONU calcula el índice para Pakistán en 110, aunque en las regiones urbanas, y en concreto en la de Punyab, sobrepasa el 112 (menos de 900 mujeres por cada 1000 hombres). Hudson y Den Boer estiman que el déficit resultante es de unos 6 millones de niñas respecto al número que podría esperarse de forma natural en Pakistán. Tres estudios distintos señalan que Pakistán sufre la mayor escasez de mujeres del mundo. Singapur presenta un índice de 108 y Taiwán ha tenido entre 107 y 111 en los últimos 20 años.
En otros países fuera del sureste asiático también se observan altos índices de sexos al nacimiento que posiblemente se explican por los abortos selectivos. Según las estimaciones de la CIA para 2011, entre los países con más de 110 niños por 100 niñas están Albania y las antiguas repúblicas soviéticas de Armenia y Azerbaiyán.

### Estimaciones de la carencia de mujeres
Considerando que el índice «normal» de sexos al nacimiento está entre 103 y 107, el número estimado de niñas faltantes varía considerablemente entre los investigadores y según la mortalidad que se espere entre mujeres y hombres. Por ejemplo, un estudio de 2005 calculó que faltan más de 90 millones de niñas de la población prevista de Afganistán, Bangladés, China, India, Pakistán, Corea del Sur y Taiwán, y sugirió que el aborto selectivo por sexo tenía mucho que ver con este déficit. A principios de la década de los noventa, Sen estimó el número de mujeres desaparecidas en 107 millones, Coale en 60 millones y Klasen en 89 millones en China, India, Pakistán, Bangladés, Nepal, Asia Occidental y Egipto. Guilmoto, en su informe de 2010, utiliza datos recientes (excepto en Pakistán), y estima un número mucho menor de niñas faltantes, pero señala que los altos índices de sexos en numerosos países han creado un abismo de género –es decir, una escasez de niñas– entre 0 y 19 años.
| País          | Diferencia entre ambos sexos 0-19 años (2010) | % de mujeres menores de edad | Región           | Religión mayoritaria |
| ------------- | --------------------------------------------- | ---------------------------- | ---------------- | -------------------- |
| Afganistán    | 265 000                                       | 3,0                          | Sur de Asia      | Musulmana            |
| Albania       | 21 000                                        | 4,2                          | Sureste europeo  | Musulmana            |
| Armenia       | 35 000                                        | 8,4                          | Cáucaso          | Cristiana            |
| Azerbaiyán    | 111 000                                       | 8,3                          | Cáucaso          | Musulmana            |
| Bangladés     | 416 000                                       | 1,4                          | Sur de Asia      | Musulmana            |
| China         | 25 112 000                                    | 15,0                         | Asia Oriental    |                      |
| Georgia       | 24 000                                        | 4,6                          | Cáucaso          | Cristiana            |
| India         | 12 618 000                                    | 5,3                          | Asia Oriental    | Hindú                |
| Montenegro    | 3 000                                         | 3,6                          | Sureste europeo  | Cristiana            |
| Nepal         | 125 000                                       | 1,8                          | Sur de Asia      | Hindú                |
| Pakistán      | 206 000                                       | 0,5                          | Sur de Asia      | Musulmana            |
| Corea del Sur | 336 000                                       | 6,2                          | Asia Oriental    |                      |
| Singapur      | 21 000                                        | 3,5                          | Sureste asiático | Budista              |
| Vietnam       | 139 000                                       | 1,0                          | Sureste asiático | Budista              |

## Razones para el aborto selectivo por sexo
Se han propuesto distintas teorías sobre las posibles razones para el aborto selectivo por sexo. Algunos investigadores se decantan por las condiciones culturales sobre las económicas, porque estas desviaciones del índice de sexos no existen en el África subsahariana, Latinoamérica y el Caribe. Otras hipótesis sugieren un desequilibrio en el acceso a los recursos según el sexo y los intentos de controlar el crecimiento de la población, como la aplicación de la política de hijo único.
Ciertos demógrafos cuestionan si las estimaciones de infanticidios o abortos selectivos por sexo son fiables, porque los altos índices podrían tener su explicación en la omisión de registrar nacimientos de niñas. Estos altos índices también puede obedecer a razones naturales. Por el contrario, Klasen y Wink sugieren que los anormalmente altos índices que muestran China e India tienen su causa primaria en el aborto selectivo por sexo.

### Preferencias culturales
La razón por la que se han intensificado los abortos selectivos por sexo en China e India puede verse desde la perspectiva de sus circunstancias culturales e históricas. En general, en épocas anteriores a la era de la información, se prefería a los varones porque eran la fuerza laboral y representaban la sucesión en el linaje familiar. El trabajo sigue siendo importante en países en vías de desarrollo como China e India, pero el linaje familiar es mucho más importante.
El aborto selectivo de fetos femeninos es más común en zonas donde las normas culturales valoran más a los hijos varones por distintas razones sociales y económicas. Un hijo se considera a menudo un «activo» que puede ganar dinero y mantener a la familia, mientras que una hija es un «pasivo», ya que se irá a otra familia cuando se case y por tanto no contribuirá a mantener a los padres. El aborto selectivo por sexo es una forma moderna de continuar la práctica del infanticidio femenino o de la negación a las niñas de los cuidados posteriores al nacimiento en algunas familias. Además, en algunas culturas se espera que los hijos se encarguen de sus padres cuando sean ancianos. A estos factores hay que añadir el efecto de las enfermedades a la hora de calcular el índice infantil de sexos, ya que las enfermedades contagiosas o no contagiosas afectan a varones y hembras de forma distinta.
En la moderna Asia, una gran parte de las preferencias que conducen a esta práctica pueden condensarse en un simple deseo de tener un heredero varón. Monica Das Gupta afirma, a partir de datos sobre nacimientos en China en 1989, no había pruebas de abortos selectivos entre los primeros hijos. No obstante, hay una fuerte preferencia por los varones si el primer hijo es una niña.

### Disparidad de acceso a los recursos según el sexo
Aunque existen significativas pruebas de abortos selectivos en muchos países, sobre todo en India y China, también hay evidencias que sugieren que ciertas variaciones en los índices sexuales globales se deben al acceso dispar a los recursos. Como señala MacPherson (2007), puede haber considerables diferencias en la violencia de género y en el acceso a alimentos, cuidados médicos y vacunas entre los niños y las niñas. Esto provoca una alta mortalidad infantil entre las niñas, lo que causa cambios en el índice de sexos
La diferencia de acceso a los recursos parece estar fuertemente vinculada al estatus socioeconómico. Concretamente, las familias más pobres se ven en ocasiones forzadas a racionar la comida, y lo normal es que las hijas tengan menos prioridad que los hijos (Klasen y Wink 2003). No obstante, un estudio de Klasen de 2001 reveló que esta práctica es menos común en las familias más pobres, pero aumenta de forma desmesurada en las familias de poder adquisitivo ligeramente más alto. El estudio de 2003 de Klasen y Wink sugiere que este hecho está «relacionado con una mayor dependencia económica de las mujeres y una menor rigidez cultural entre los sectores más pobres de la población». En otras palabras, las familias más pobres están menos supeditadas a las normas y expectativas culturales, y por necesidad, las mujeres suelen tener más libertad para convertirse en sostén de la familia.
El aumento en los índices de sexos pueden estar causado por disparidades en aspectos de la vida distintos a los recursos vitales. Según Sen (1990), las diferencias en los salarios y en las posibilidades de ascenso laborar también tiene un efecto demoledor en estos índices. Esta es la razón por la que en ocasiones se ven altos índices de sexos en países con poca práctica del aborto selectivo. Además, un alto nivel de educación femenina es directamente proporcional a los bajos índices de sexos (World Bank 2011).
López y Ruzikah (1983) descubrieron que con los mismos recursos, las mujeres tienden a vivir más tiempo que los hombres. No obstante, en un ámbito global, los recursos no siempre están equitativamente repartidos. Así, algunos expertos argumentan que la disparidad en el acceso a recursos como sanidad, educación y nutrición desempeñan al menos un pequeño papel en los altos índices de sexos que se observan en algunas partes del mundo. Por ejemplo, Alderman y Gerter (1997) hallaron que un acceso no igualitario a la sanidad es una de las primeras causas de muerte entre las mujeres de países en desarrollo, sobre todo en el sureste asiático. Además, en India, la falta de un acceso igualitario a la sanidad provoca un incremento de las enfermedades y de la mortalidad femenina en todos los grupos de edad hasta los 40 años (Sen 1990). Este hecho es especialmente notable porque en las zonas del mundo en las que reciben recursos equivalentes, las mujeres tienden a sobrevivir a los hombres.
La penuria económica por sí misma no siempre provoca un alto índice de sexos, según Sen. Por ejemplo, en África Subsahariana, una de las regiones más deprimidas económicamente del mundo, hay un exceso de mujeres. Por tanto, si la pobreza no está relacionada con el índice de sexos en África, tiene que haber otros factores en juego. Un análisis más detallado de la demografía africana en 2002 sugiere que en África también existen amplias variaciones en los índices de sexos (de 101 entre las poblaciones bantú de África oriental a 108 en Nigeria y Etiopía).

### Política del hijo único
Tras la creación en 1949 de la República Popular China, el problema del control de la población se convirtió en una cuestión nacional. En los primeros años de la RPC, los líderes creían que era suficiente con pedirle a los ciudadanos que redujeran el número de hijos, anulando las leyes que prohibían la contracepción y promocionando su práctica. No obstante, los anticonceptivos no siempre han sido fáciles de conseguir, a veces por falta de suministro o por tabús culturales que impedían hablar de sexo. Tras la hambruna de 1959-1961 se ralentizaron las campañas, hasta que en 1964 se estableció la Oficina de Planificación Familiar, que tuvo un moderado éxito aplicando las estrictas directrices sobre fertilidad.
En 1978, la República Popular China instituyó la política de hijo único, que obliga a muchas familias a tener un solo hijo, excepto en los casos especificados en la normativas provinciales. Esta ley fue un intento de impulsar la economía china. Las familias que infringen esta regla reciben distintos castigos (sobre todo económicos), dependiendo de la provincia en la que viven.
Como se ha mencionado, los índices de sexos de una provincia vienen sobre todo determinados por el tipo de restricción que se aplica a las familias, lo que apunta a que buena parte del desequilibrio de este índice en China puede atribuirse a la política de hijo único. En 2001, un estudio de Junhong descubrió que a muchos padres no les importa pagar para asegurarse de que su hijo es varón (sobre todo si ya tienen una hija), pero lo harían para asegurar que fuera hembra. Además, las fuertes sanciones económicas por infringir la política de hijo único hacen que merezca la pena invertir en asegurar un varón. Por tanto, la importancia cultural y económica de los varones para las familias y los gastos provocados por tener más de un hijo son factores cruciales del alto índice de sexos en China.
En 2013, China anunció planes para reducir las restricciones de la política de hijo único. El Congreso Popular Nacional ha cambiado esta política para permitir a las parejas tener dos hijos si uno de los cónyuges es hijo único. Este cambio no está provocado por los índices de sexos, sino más bien por el envejecimiento de la población, que está reduciendo la fuerza de trabajo. Se estima que esta nueva ley aumentará en dos millones el número de nacimientos anuales en China, causando una explosión de natalidad. Lamentablemente, muchos de los problemas sociales del país tienen sus raíces en la sobrepoblación, por lo que no está claro que la nueva ley aumente realmente la valoración de las mujeres en la sociedad china al aumentar el número de ciudadanos.

### Hipótesis de Trivers–Willard
La hipótesis de Trivers–Willard afirma que los recursos disponibles afectan a la capacidad reproductiva de los varones en mayor medida que a la de las mujeres, y que en consecuencia, los padres deberían preferir los varones cuando hay abundancia de recursos y las hembras cuando escasean. Esta teoría se ha aplicado a las diferencias de recursos entre personas de una misma sociedad y también a las diferencia de recursos entre distintas sociedades. Las pruebas empíricas no están claras, aunque según Cronk, los mejores estudios parecen apoyar la teoría. Por ejemplo, un estudio de 1997 observó una preferencia por las mujeres entre los gitanos húngaros, un grupo de bajo estatus. Según el estudio, «tenían un índice de sexos al nacimiento favorable a las mujeres, y era más probable abortar un feto después de tener una o más hijas, haber cuidado a las niñas durante más tiempo y haberles dado una educación más larga».

### Genética
Las patologías vinculadas al sexo, como algunas formas de daltonismo están relacionadas con los genes recesivos del cromosoma X. El diagnóstico genético preimplantacional puede identificar algunas patologías genéticas graves en el embrión. La forma más sencilla de evitar los embriones que podrían tener una de estas patologías es elegir embriones de sexo femenino. Los embriones que no se implantan suelen eliminarse.

## Efectos sociales

### Falta de mujeres
Amartya Sen, uno de los pioneros en el estudio de los altos índices y sus causas globales, fue el primero en expresar la idea de la «falta de mujeres» en 1990. Para ilustrar la gravedad de la situación, calculó el número de mujeres que no estaban vivas debido al aborto selectivo o a prácticas discriminatorias. Descubrió que el número de mujeres era un 11% menor de lo que debería ser si China tuviera un índice de sexos natural. Este porcentaje, combinado con las estadísticas mundiales, arroja un total de más de 100 millones de mujeres «perdidas». En otras palabras, a principios de los años 1990, el número de mujeres desaparecidas era «mayor que el número de víctimas de todas las hambrunas del siglo XX» (Sen 1990).
Este hecho preocupa por la crítica escasez de esposas. En algunas zonas rurales, ya se nota esta carencia, vinculada a la migración hacia zonas urbanas (Park y Cho, 1995). En Corea del Sur y Taiwán, los altos índices de varones y los menguantes índices de nacimientos de las últimas décadas han conducido a que aumenten los matrimonios pluriculturales entre hombres locales y mujeres extranjeras procedentes de países como China continental, Vietnam y Filipinas No obstante, el aborto selectivo por sexos no es la única causa de este fenómeno, también está relacionado con la emigración y lel descenso de la natalidad.

### Tráfico de mujeres y trabajadoras del sexo
Algunos expertos argumentan que al tiempo que la proporción de mujeres se reduce en todo el mundo, habrá un incremento en el tráfico de personas y en el trabajo sexual (tanto forzado como voluntario), ya que cada vez más gente estará dispuesta a hacer lo que sea para conseguir una pareja sexual (Junhong 2001). Ya existen informes sobre el tráfico sistemático de mujeres de Vietnam, Birmania y Corea del Norte hacia China y Taiwán, donde se las vende como esposas. Además, Ullman y Fidell (1989) afirman que la pornografía y los delitos violentos relacionados con el sexo (como las violaciones y las agresiones sexuales) también aumentarán al incrementarse el índice de sexos.

### Brecha social entre los sexos
Como señalan Park y Cho (1995), las familias de zonas con altos índices de sexos cuyos hijos son mayoritariamente varones tienden a ser de menor tamaño que las que tienen niñas, porque las primeras parecen haber utilizado técnicas de selección de sexo para conseguir su composición «ideal». Sobre todo en zonas pobres, las familias grandes suelen tener más problemas para obtener recursos, ya que las hijas reciben menos recursos que los hijos. Blake (1989) señaló la relación entre el tamaño de la familia y la «calidad» de la infancia. Por tanto, si las familias con hijas siguen siendo predominantemente grandes, es probable que aumente la brecha social entre los sexos a causa de la discriminación cultural y de la falta de recursos.
Guttentag y Secord (1983) enunciaron la hipótesis de que cuando la proporción de varones es mayor en el mundo, aumentan las probabilidades de que haya más violencia y guerras.

### Efectos positivos potenciales
Algunos expertos creen que cuando los índices de sexos son altos, las mujeres se vuelven más valiosas debido a su relativa escasez. Park y Cho (1995) sugieren que al ser más escasas, las mujeres pueden tener un «mayor valor para las funciones conyugales y reproductivas». Esta situación acaba proporcionando unas mejores condiciones sociales, seguidas del nacimiento de más niñas, y de la vuelta de los índices de sexos a sus niveles naturales. Esta afirmación está apoyada por el trabajo del demógrafo Nathan Keifitz, que en 1983 escribió que cuando desciende el número de mujeres, mejora la posición relativa de estas en la sociedad. No obstante, hasta la fecha, no hay datos que demuestren esta teoría.
Belanger opina (2002) que el aborto selectivo por sexo podría tener efectos positivos en la madre que decide abortar a un feto femenino, por el histórico deber de tener un hijo que transmita el apellido familiar. Como se ha mencionado, las mujeres mejoran su situación social cuando tienen un varón, pero no cuando tienen una niña. En ciertas regiones del mundo, donde la preferencia por el varón es especialmente fuerte, las mujeres sin hijos varones son tratadas como parias. En estos casos, el aborto selectivo es una forma de que las mujeres se aseguren un mejor estatus familiar.
También se ve como un beneficio para chicas de compañía. Con un gran excedente de los hombres, en el futuro para algunos hombres no será posible encontrar una esposa. Algunos de estos hombres tendrán que recurrir a las chicas de compañía para el sexo. Esto también puede beneficiar a las mujeres que quieren buscar un futuro esposo. Con un superávit de hombres, las mujeres tendrán una mayor libertad en la selección y elección de marido. Esto también es un beneficio para las trabajadoras, ya que en algunas zonas de China y la India hay escasez de trabajadoras. Muchos varones no quieren desempeñar trabajos de mujeres, y esto obliga a las empresas a pagar salarios más altos para atraer a la mejor mano de obra femenina.
Goodkind (1999) afirma que el aborto selectivo por sexo no debe prohibirse solo por su naturaleza discriminatoria, sino que se deben considerar las posibilidades de discriminación a lo largo de una vida. De hecho, es posible que el aborto selectivo elimine buena parte de la discriminación que las mujeres deben soportar. Si las familias tienen la opción de elegir el sexo del feto y eligen no abortar a las niñas, lo más probable es que estas niñas sean más valoradas cuando crezcan. En este caso, el aborto selectivo podría ser una alternativa más humana al infanticidio, el abandono o la falta de cuidados. Goodkind plantea una cuestión filosófica esencial: «Si se prohibieran los exámenes prenatales para conocer el sexo (o el aborto selectivo por sexo), ¿cuántas muertes posteriores al parto estaría dispuesta a tolerar una sociedad en lugar de los abortos selectivos que se evitaron?».

## El aborto selectivo por sexo en el contexto del aborto en general
MacPherson estima que en India se siguen produciendo 100 000 abortos selectivos por sexo cada año. En Estados Unidos, con un 1⁄4 de la población india, entre 1990 y 2007 se realizaron 1,2 millones de abortos anuales. En Inglaterra y Gales, con 1⁄20 de la población india, se realizaron más de 189 000 abortos en 2011 (17,5 abortos por cada 1000 mujeres entre 15 y 40 años). La media anual de la Unión Europea es de 30 abortos por 1000 mujeres.
Por otra parte, se ha señalado la incoherencia que supone reprobar el aborto selectivo si se acepta el derecho al aborto. Muchos expertos han señalado la dificultad de reconciliar la naturaleza discriminatoria del aborto selectivo con el derecho de las mujeres a controlar su propio cuerpo. Este conflicto se manifiesta sobre todo cuando se discuten leyes sobre el aborto selectivo por sexo. Weiss escribe: «Para las feministas, el reto más evidente que representa el aborto selectivo por sexo es el de reconciliar su posición abortista con las objeciones morales contra el aborto selectivo, sobre todo porque se usa principalmente para eliminar fetos femeninos. Aún más difícil es defender una ley que prohíba el aborto selectivo por sexo». Como resultado, los argumentos tanto a favor como en contra del aborto selectivo suelen ser un reflejo de las creencias personales sobre el aborto en general. Warren afirma que existe una diferencia entre actuar según los propios derechos y actuar según la elección moralmente más sensata, lo que implica que el aborto selectivo es un derecho, pero es moralmente reprobable. Warren también señala que si queremos revertir la tendencia de abortos selectivos por sexos y altos índices de sexos, debemos intentar cambiar la sociedad patriarcal que fomenta la preferencia por el varón.

## Leyes e iniciativas contra el aborto selectivo por sexo

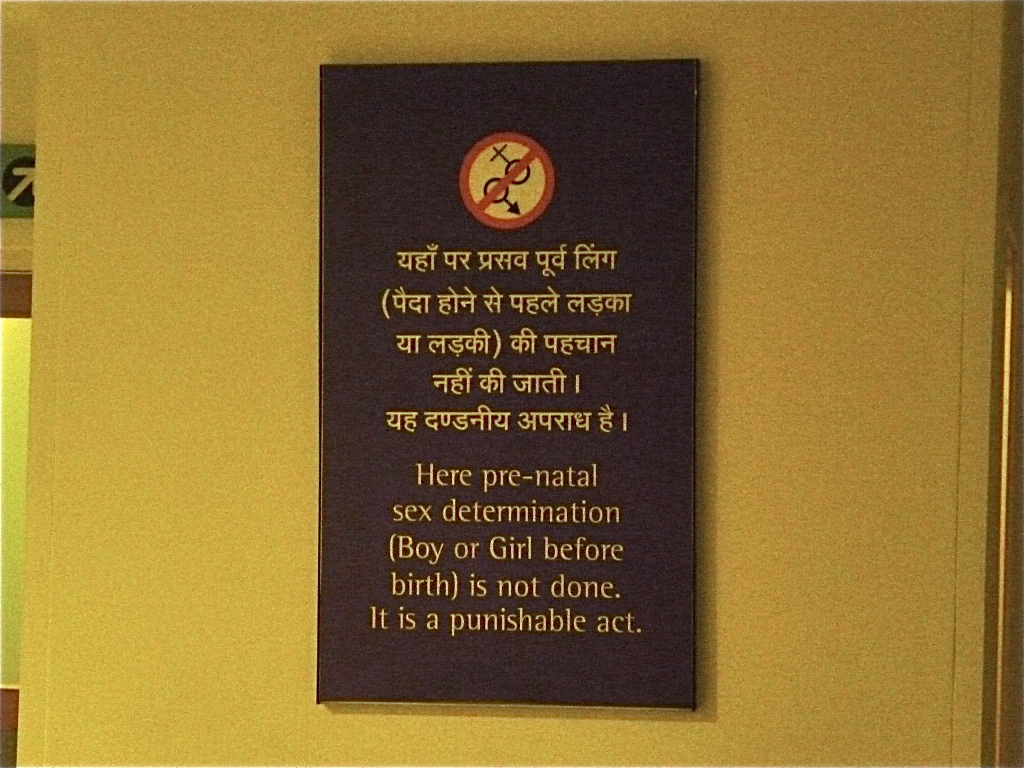
Un cartel en un hospital indio recuerda que la determinación prenatal del sexo es un delito

### Leyes
En 1994, más de 180 estados firmaron el Programa de Acción de la Conferencia Internacional sobre Población y Desarrollo aceptando «eliminar toda forma de discriminación contra las niñas». En 2011, la resolución del Comité consultivo para la Igualdad de Oportunidades entre Mueres y Hombres de la Asamblea Parlamentaria del Consejo de Europa condenó la práctica de la selección prenatal de sexo.
En Canadá, un grupo de parlamentarios liderado por Mark Warawa intentan que el Parlamento apruebe una resolución condenando el aborto selectivo por sexo.
El Congreso de Estados Unidos ha debatido leyes que ilegalizarían esta práctica. La legislación no consiguió ser aprobada en la Cámara de Representantes.
En el ámbito estatal, se han aprobado leyes contra el aborto selectivo por sexo en varios estados de EE. UU., como Arizona, donde desde 2011 están prohibidos los abortos selectivos por sexo o raza.

### Iniciativas políticas y mediáticas
Muchos países han intentado hacer frente al aborto selectivo por sexo mediante una combinación de campañas mediáticas e iniciativas políticas.
China
El gobierno chino va reconociendo cada vez más el papel que debe desempeñar en la reducción del índice nacional de sexos. Como resultado, desde 2005 patrocina una «campaña de igualdad entre chicos y chicas». Por ejemplo, en 2000, el gobierno chino puso en marcha la iniciativa «Cuidemos a las chicas». Además, se han modificado varios niveles de gobierno para proteger los «derechos políticos, económicos, culturales y sociales» de las mujeres. El gobierno chino ha aprobado también políticas y acciones para reducir el índice de sexos al nacimiento. En 2005, esta práctica se ilegalizó en China, como respuesta al creciente índice de sexos y como intento de reducirlo hasta alcanzar un índice más normal. El índice entre los primogénitos en zonas urbanas no creció entre 2000 y 2005, por lo que hay esperanzas de que este movimiento este cuajando en el país.
Unicef y el FPNU se han asociado con el gobierno chino y con grupos femeninos de base como la Federación China de Mujeres para promover la igualdad entre los sexos en la política y la práctica, además de iniciar varias campañas sociales para reducir el índice de sexos y la excesiva mortalidad infantil de las niñas.
India
En India, según un estudio de MacPherson (2007), la Ley de Técnicas de Diagnóstico Prenatal fue muy publicitada por las ONG y el gobierno. Muchos de los anuncios describían el aborto como una práctica violenta, creando un temor al propio aborto entre la población. Los anuncios se centraban en la ofensa religiosa y moral que se asocial con el aborto. MacPherson cree que esta campaña mediática no fue efectiva porque parte de la población la percibía como un ataque a sus creencias, lo que hizo que muchos se negaran a abrir un diálogo sobre el tema. Esta insistencia en la moralidad, dice MacPherson, aumentó el miedo y la vergüenza asociados con todos los abortos, provocando un incremento de los abortos clandestinos en India.
El gobierno indio ha iniciado campañas de educación sobre sus leyes del aborto y de técnicas de diagnóstico prenatal. En sus campañas intenta corregir los errores del público haciendo hincapié en que la determinación del sexo es ilegal, pero el aborto es legal en ciertos casos. El gobierno también apoya la implementación de programas e iniciativas que intentan reducir la discriminación por sexo, entre ellas una campaña mediática que trata las causas sociales que se ocultan tras la selección del sexo
Otras iniciativas políticas recientemente adoptadas por numerosos estados de India, dice Guilmoto, intentan paliar la inferioridad económica de las niñas ofreciéndoles apoyo a ellas y a sus padres. Estas políticas conceden subsidios y becas a niñas, estando los pagos vinculados a cada etapa de su vida, como el nacimiento, el final de su calendario de vacunaciones infantiles, su entrada en la escuela primaria, la finalización de los cursos 6°, 9° y 12° o su boda a una edad superior a los 21 años. Algunos estados ofrecen pensiones mayores a los padres que críen una o dos niñas. Otros han experimentado varias innovaciones en sus políticas de bienestar para las niñas. Por ejemplo, el estado de Delhi adoptó una iniciativa a favor de las niñas que según los datos iniciales parece estar consiguiendo rebajar el índice de sexos al nacimiento en dicho estado

## En la cultura popular
- La película «Matrubhoomi- Un país sin mujeres» (2003), de Manish Jha, describe una futura distopía en un poblado indio habitado solo por hombres a causa de los infanticidios femeninos, que acaba reducido a la más absoluta barbarie.[133]